# El Progreso (1906-1933)
El Progreso fue un periódico español editado en Barcelona entre 1906 y 1933.

## Historia
El diario fue fundado por Alejandro Lerroux, sacando su primer número el 29 de junio de 1906. Con anterioridad el político republicano había dirigido el diario barcelonés La Publicidad, si bien había sido destituido por sus soflamas anticatalanistas.
En sus primeros años el diario tuvo una época de esplendor. El Progreso se convirtió en el portavoz oficial de Lerroux y en el periódico más importante del Partido Radical. Llegó a estar suspendida su circulación por la dictadura de Primo de Rivera entre finales de 1927 y febrero de 1928. Hacia 1927 la publicación declaraba tener una tirada de 15.000 ejemplares, si bien durante el periodo de la Segunda República su difusión se reduciría sensiblemente, entrando en una aguda decadencia. 
Por la dirección del diario pasaron, entre otros, Emiliano Iglesias, José Jorge Vinaixa, Eduardo Carballo. 
El diario, con una difusión muy reducida, dejó de editarse en septiembre de 1933. Sería sucedido por Renovación.